# Promozione Lombardia 1987-1988
Nella stagione 1987-1988 la Promozione era il sesto livello del calcio italiano (il massimo livello regionale). Qui vi sono le statistiche relative al campionato in Lombardia e nella provincia di Piacenza, gestiti dal Comitato Regionale Lombardo.
Il campionato è strutturato in vari gironi all'italiana su base regionale, gestiti dai Comitati Regionali di competenza. Promozioni alla categoria superiore e retrocessioni in quella inferiore non erano sempre omogenee; erano quantificate all'inizio del campionato dal Comitato Regionale secondo le direttive stabilite dalla Lega Nazionale Dilettanti, ma flessibili, in relazione al numero delle società retrocesse dal Campionato Interregionale e perciò, a seconda delle varie situazioni regionali, la fine del campionato poteva avere degli spareggi sia di promozione che di retrocessione.
Questo è il campionato regionale della regione Lombardia, ma fino alla stagione 1994-1995 la provincia di Piacenza è stata di competenza del Comitato Regionale Lombardo così come la provincia di Mantova è stata gestita dal Comitato Regionale Emilia-Romagna.

## Girone A

### Squadre partecipanti
| Club                 | Città                   |
| -------------------- | ----------------------- |
| U.S. Caratese        | Carate Brianza (MI)     |
| U.S. Caronnese       | Caronno Pertusella (VA) |
| Erbese Calcio        | Erba (CO)               |
| S.G. Gallaratese     | Gallarate (VA)          |
| F.C. Laveno Mombello | Laveno Mombello (VA)    |
| U.S. Lomazzo         | Lomazzo (CO)            |
| F.B.C. Luino         | Luino (VA)              |
| U.S. Mariano Calcio  | Mariano Comense (CO)    |
| U.S. Morbegnese      | Morbegno (SO)           |
| A.C. Muggiò          | Muggiò (MI)             |
| A.S. Oggiono         | Oggiono (CO)            |
| A.C. Real Rhodense   | Bariana di Lainate (MI) |
| S.P. Ternatese       | Ternate (VA)            |
| A.C. Tradate         | Tradate (VA)            |
| F.C. Travedona       | Travedona Monate (VA)   |
| F.C. Verbano Calcio  | Besozzo (VA)            |

### Classifica finale
|  | Pos. | Squadra         | Pt | G  | V  | N  | P  | GF | GS | DR  |
|  | ---- | --------------- | -- | -- | -- | -- | -- | -- | -- | --- |
|  | 1.   | Mariano         | 42 | 30 | 13 | 16 | 1  | 38 | 16 | +22 |
|  | 2.   | Lomazzo         | 38 | 30 | 14 | 10 | 6  | 34 | 24 | +10 |
|  | 3.   | Oggiono         | 37 | 30 | 13 | 11 | 6  | 35 | 21 | +14 |
|  | 4.   | Caratese        | 34 | 30 | 10 | 14 | 6  | 32 | 27 | +5  |
|  | 5.   | Caronnese       | 32 | 30 | 8  | 16 | 6  | 22 | 22 | 0   |
|  | 5.   | Verbano         | 32 | 30 | 10 | 12 | 8  | 24 | 18 | +6  |
|  | 7.   | Gallaratese     | 31 | 30 | 6  | 19 | 5  | 24 | 22 | +2  |
|  | 8.   | Muggiò          | 29 | 30 | 7  | 15 | 8  | 28 | 23 | +5  |
|  | 9.   | Morbegnese      | 27 | 30 | 7  | 13 | 10 | 21 | 29 | -8  |
|  | 9.   | Tradate         | 27 | 30 | 4  | 19 | 7  | 19 | 22 | -3  |
|  | 11.  | Travedona       | 26 | 30 | 7  | 12 | 11 | 24 | 32 | -8  |
|  | 11.  | Ternatese       | 26 | 30 | 6  | 14 | 10 | 19 | 25 | -6  |
|  | 11.  | Real Rhodense   | 26 | 30 | 5  | 16 | 9  | 15 | 27 | -12 |
|  | 14.  | Laveno Mombello | 25 | 30 | 5  | 15 | 10 | 20 | 26 | -6  |
|  | 14.  | Luino           | 25 | 30 | 5  | 15 | 10 | 20 | 29 | -9  |
|  | 16.  | Erbese          | 23 | 30 | 5  | 13 | 12 | 26 | 38 | -12 |

Legenda:
      Promosso in Interregionale 1988-1989.
      Retrocesso in Prima Categoria 1988-1989.
Regolamento:
Due punti a vittoria, uno a pareggio, zero a sconfitta.

## Girone B

### Squadre partecipanti
| Club                   | Città                      |
| ---------------------- | -------------------------- |
| A.C. Brugherio         | Brugherio (MI)             |
| A.C. Carugatese        | Carugate (MI)              |
| A.C. Cernusco          | Cernusco sul Naviglio (MI) |
| A.S. Cologno Monzese   | Cologno Monzese (MI)       |
| G.S. Concorezzese      | Concorezzo (MI)            |
| U.S. Corsico           | Corsico (MI)               |
| A.S. Giana Erminio     | Gorgonzola (MI)            |
| C.S. Juventus Novopera | Opera (MI)                 |
| U.S. Melzo             | Melzo (MI)                 |
| A.C. Pro Cologno       | Cologno Monzese (MI)       |
| C.C. Stezzanese S.r.l. | Stezzano (BG)              |
| C.S. Trevigliese       | Treviglio (BG)             |
| A.C. Trezzano Vigor    | Trezzano sul Naviglio (MI) |
| S.S. Tritium 1908      | Trezzo sull'Adda (MI)      |
| A.C. Verdello          | Verdello (BG)              |
| Pol. Zanica            | Zanica (BG)                |

### Classifica finale
|  | Pos. | Squadra           | Pt | G  | V  | N  | P  | GF | GS | DR  |
|  | ---- | ----------------- | -- | -- | -- | -- | -- | -- | -- | --- |
|  | 1.   | Stezzanese        | 45 | 30 | 18 | 9  | 3  | 48 | 15 | +33 |
|  | 2.   | Concorezzese      | 38 | 30 | 12 | 14 | 4  | 36 | 23 | +13 |
|  | 3.   | Corsico           | 36 | 30 | 11 | 14 | 5  | 33 | 23 | +10 |
|  | 4.   | Melzo             | 34 | 30 | 11 | 12 | 7  | 30 | 24 | +6  |
|  | 5.   | Cernusco          | 33 | 30 | 11 | 11 | 8  | 32 | 25 | +7  |
|  | 6.   | Trevigliese       | 32 | 30 | 8  | 16 | 6  | 29 | 25 | +4  |
|  | 7.   | Verdello          | 32 | 30 | 10 | 12 | 8  | 34 | 32 | +2  |
|  | 8.   | Brugherio         | 31 | 30 | 7  | 17 | 6  | 25 | 31 | -6  |
|  | 9.   | Zanica            | 28 | 30 | 5  | 18 | 7  | 21 | 24 | -3  |
|  | 10.  | Tritium 1908      | 27 | 30 | 7  | 13 | 10 | 35 | 35 | 0   |
|  | 11.  | Giana Erminio     | 27 | 30 | 8  | 11 | 11 | 22 | 36 | -14 |
|  | 12.  | Pro Cologno       | 26 | 30 | 7  | 12 | 11 | 23 | 29 | -6  |
|  | 13.  | Trezzano Vigor    | 26 | 30 | 8  | 10 | 12 | 37 | 41 | -4  |
|  | 14.  | Carugatese        | 22 | 30 | 5  | 12 | 13 | 27 | 36 | -9  |
|  | 15.  | Juventus Novopera | 22 | 30 | 6  | 10 | 14 | 18 | 35 | -17 |
|  | 16.  | Cologno Monzese   | 21 | 30 | 5  | 11 | 14 | 25 | 41 | -16 |

Legenda:
      Promosso in Interregionale 1988-1989.
      Retrocesso in Prima Categoria 1988-1989.
Regolamento:
Due punti a vittoria, uno a pareggio, zero a sconfitta.

## Girone C

### Squadre partecipanti
| Club                    | Città                    |
| ----------------------- | ------------------------ |
| Pol. Albinese           | Albino (BG)              |
| F.C. Aurora Travagliato | Travagliato (BS)         |
| U.S. Brembillese        | Brembilla (BG)           |
| U.S. Breno              | Breno (BS)               |
| A.C. Calvina Sport      | Calvisano (BS)           |
| F.C. Chiari             | Chiari (BS)              |
| U.S. Clusone            | Clusone (BG)             |
| U.S. Darfo Boario       | Darfo Boario Terme (BS)  |
| A.C. Desenzano          | Desenzano del Garda (BS) |
| A.C. Fontanellese       | Fontanella (BG)          |
| U.C. Ghedi              | Ghedi (BS)               |
| A.C. Lumezzane          | Lumezzane (BS)           |
| U.S. Offanenghese       | Offanengo (CR)           |
| S.C. Soncino            | Soncino (CR)             |
| A.C. Villongo           | Villongo (BG)            |
| A.C. Virtus Gazzaniga   | Gazzaniga (BG)           |

### Classifica finale
|  | Pos. | Squadra            | Pt | G  | V  | N  | P  | GF | GS | DR  |
|  | ---- | ------------------ | -- | -- | -- | -- | -- | -- | -- | --- |
|  | 1.   | Darfo Boario       | 50 | 30 | 21 | 8  | 1  | 52 | 11 | +41 |
|  | 2.   | Clusone            | 47 | 30 | 21 | 5  | 4  | 42 | 17 | +25 |
|  | 3.   | Villongo           | 40 | 30 | 17 | 6  | 7  | 39 | 23 | +16 |
|  | 4.   | Brembillese        | 38 | 30 | 13 | 12 | 5  | 30 | 21 | +9  |
|  | 4.   | Lumezzane          | 38 | 30 | 12 | 14 | 4  | 29 | 14 | +15 |
|  | 6.   | Virtus Gazzaniga   | 35 | 30 | 13 | 9  | 8  | 39 | 23 | +16 |
|  | 7.   | Breno              | 32 | 30 | 9  | 14 | 7  | 30 | 27 | +3  |
|  | 8.   | Albinese           | 30 | 30 | 11 | 8  | 11 | 32 | 27 | +5  |
|  | 8.   | Calvina Sport      | 30 | 30 | 11 | 8  | 11 | 39 | 34 | +5  |
|  | 10.  | Aurora Travagliato | 28 | 30 | 10 | 8  | 12 | 32 | 28 | +4  |
|  | 11.  | Fontanellese       | 26 | 30 | 7  | 12 | 11 | 32 | 45 | -13 |
|  | 12.  | Offanenghese       | 25 | 30 | 6  | 13 | 11 | 22 | 29 | -7  |
|  | 13.  | Chiari             | 22 | 30 | 5  | 12 | 13 | 23 | 42 | -19 |
|  | 14.  | Desenzano          | 15 | 30 | 4  | 7  | 19 | 29 | 54 | -25 |
|  | 15.  | Soncino            | 13 | 30 | 2  | 9  | 19 | 19 | 52 | -33 |
|  | 16.  | Ghedi              | 11 | 30 | 2  | 7  | 21 | 14 | 56 | -42 |

Legenda:
      Promosso in Interregionale 1988-1989.
      Retrocesso in Prima Categoria 1988-1989.
Regolamento:
Due punti a vittoria, uno a pareggio, zero a sconfitta.

## Girone D

### Squadre partecipanti
| Club                     | Città                        |
| ------------------------ | ---------------------------- |
| A.S. Abbiategrasso       | Abbiategrasso (MI)           |
| U.S. Audax Marcignago    | Marcignago (PV)              |
| F.B.C. Casteggio 1898    | Casteggio (PV)               |
| A.C. Castellana          | Castel San Giovanni (PC)     |
| U.S. Cavese              | Cava Manara (PV)             |
| A.C. Cisliano            | Cisliano (MI)                |
| A.C. Codogno             | Codogno (MI)                 |
| F.B.C. Corbetta          | Corbetta (MI)                |
| U.S. Inveruno            | Inveruno (MI)                |
| A.C. Magenta             | Magenta (MI)                 |
| A.C. Medese              | Mede (PV)                    |
| A.S. Robbio              | Robbio (PV)                  |
| A.P. San Rocco al Porto  | San Rocco al Porto (MI)      |
| A.C. Sant'Angelo         | Sant'Angelo Lodigiano (MI)   |
| A.S. Sancolombano Calcio | San Colombano al Lambro (MI) |
| U.S. Vigolzone C.M.C.    | Vigolzone (PC)               |

### Classifica finale
|  | Pos. | Squadra            | Pt | G  | V  | N  | P  | GF | GS | DR  |
|  | ---- | ------------------ | -- | -- | -- | -- | -- | -- | -- | --- |
|  | 1.   | Sancolombano       | 40 | 30 | 16 | 8  | 6  | 41 | 22 | +19 |
|  | 2.   | Vigolzone C.M.C.   | 39 | 30 | 14 | 11 | 5  | 46 | 22 | +24 |
|  | 2.   | Abbiategrasso      | 39 | 30 | 13 | 13 | 4  | 35 | 18 | +17 |
|  | 4.   | Corbetta           | 38 | 30 | 13 | 12 | 5  | 53 | 27 | +26 |
|  | 5.   | Castellana         | 37 | 30 | 14 | 9  | 7  | 42 | 25 | +17 |
|  | 6.   | Cisliano           | 34 | 30 | 11 | 12 | 7  | 41 | 32 | +9  |
|  | 6.   | Magenta            | 34 | 30 | 10 | 14 | 6  | 34 | 25 | +9  |
|  | 8.   | Casteggio 1898     | 32 | 30 | 12 | 8  | 10 | 30 | 25 | +5  |
|  | 9.   | Inveruno           | 29 | 30 | 9  | 11 | 10 | 30 | 26 | +4  |
|  | 9.   | Codogno            | 29 | 30 | 12 | 5  | 13 | 38 | 42 | -4  |
|  | 11.  | Sant'Angelo        | 28 | 30 | 7  | 14 | 9  | 29 | 29 | 0   |
|  | 12.  | San Rocco al Porto | 26 | 30 | 8  | 10 | 12 | 20 | 26 | -6  |
|  | 13.  | Robbio             | 25 | 30 | 9  | 7  | 14 | 33 | 47 | -14 |
|  | 14.  | Cavese             | 25 | 30 | 9  | 7  | 14 | 27 | 38 | -11 |
|  | 15.  | Audax Marcignago   | 14 | 30 | 3  | 8  | 19 | 21 | 66 | -45 |
|  | 16.  | Medese             | 11 | 30 | 5  | 1  | 24 | 20 | 70 | -50 |

#### Spareggio 13.posto
|        | Risultati         |        | Luogo e data |
| ------ | ----------------- | ------ | ------------ |
| Robbio | 0 - 0 dts 6-5 dcr | Cavese | Mede         |
|        |                   |        |              |

Legenda:
      Promosso in Interregionale 1988-1989.
      Retrocesso in Prima Categoria 1988-1989.
Regolamento:
Due punti a vittoria, uno a pareggio, zero a sconfitta.